# Ракитня-1
Ракитня-1 — деревня в Смоленском районе Смоленской области России. Входит в состав Гнёздовского сельского поселения. Население — 31 житель (2007 год). 
Расположена в западной части области в 9 км к западу от Смоленска, в 3 км севернее автодороги А141 Орёл — Витебск. В 0,5 км южнее деревни расположена железнодорожная станция Ракитная на линии Москва — Минск. 

## История
В годы Великой Отечественной войны деревня была оккупирована гитлеровскими войсками в июле 1941 года, освобождена в сентябре 1943 года. 